# Ligdia alba
Ligdia alba är en fjärilsart som beskrevs av Barend J. Lempke 1970. Ligdia alba ingår i släktet Ligdia och familjen mätare. Inga underarter finns listade i Catalogue of Life.